# SSV Germania 1900 Wuppertal
SSV Germania 1900 Wuppertal is een Duitse sportclub uit Wuppertal, Noordrijn-Westfalen. De club is actief in onder andere balsporten, gymnastiek, voetbal, turnen, dansen, tafeltennis en volleybal.

## Geschiedenis
Na een fusie tussen Deutsche Eiche, Fussballclub Friedrichsberg, FC Viktoria 07 en FC Brandenburg ontstond Sport Club Süd 1900 dat later de naam SSV 1900 Wuppertal aannam. Na een fusie in 1969 met BV Germania 1910 Küllenhahn werd de huidige naam aangenomen.